# Filialkirche Suppersberg

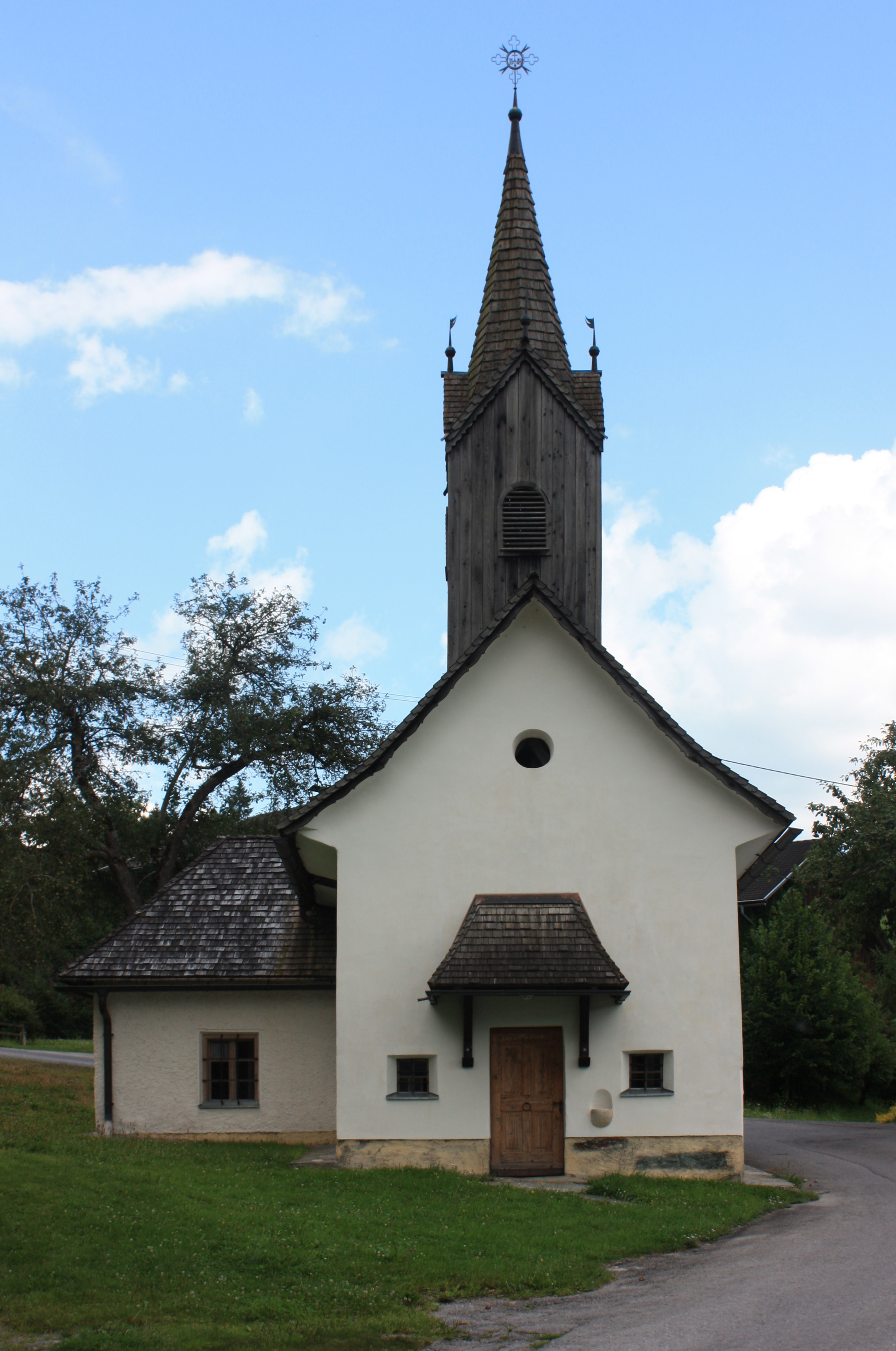

Die römisch-katholische Filialkirche Suppersberg ist der Schmerzhaften Muttergottes geweiht. Sie steht in 913 Meter Seehöhe am Südhang des Mokarspitz in der Gemeinde Dellach im Drautal. Die Kirche gehört zur Pfarre Irschen. Eine Kapelle in Suppersberg wurde bereits im 13. Jahrhundert erwähnt. Die Kirche in ihrer heutigen Form stammt aus der Mitte des 19. Jahrhunderts. Die Weihe fand 1871 statt.

## Beschreibung
Das Gotteshaus ist ein einfacher Bau in spätbarocken Formen mit einem abgerundeten Chor, einem westlichen Dachreiter und einem nördlichen Sakristeianbau. Das dreiachsige Langhaus besitzt Segmentbogenfenster. Die Dächer der Kirche sind mit Holzschindeln gedeckt.
Der spätbarocke Altar trägt im Hauptgeschoß eine Pietà flankiert von den Figuren der Heiligen Johannes Nepomuk und Josef. Das Aufsatzbild zeigt die heilige Dreifaltigkeit. Seitlich stehen die Statuen der Erzengel Raphael und Michael.
Zur weiteren Ausstattung der Kirche zählen ein nachbarockes Kruzifix und eine Madonnenstatue aus dem 20. Jahrhundert.